# Atriplex repens
Atriplex repens är en amarantväxtart som beskrevs av Albrecht Wilhelm Roth. Atriplex repens ingår i släktet fetmållor, och familjen amarantväxter. Inga underarter finns listade i Catalogue of Life.